# イスカ
イスカ（交喙、鶍、学名：Loxia curvirostra）は、スズメ目アトリ科に分類される鳥類の一種である。

## 分布
ヨーロッパ、アジアの北部や北アメリカに広く分布する。
日本には主に冬鳥として渡来するが、年によって渡来数の変動がある。少数だが北海道や本州の山地で繁殖するものもある。

## 形態
全長約17cm、体重約35-40g。スズメよりはやや大きく、翼長およそ9.5 cm。雄は翼と尾羽は黒褐色で、ほかは暗赤色。雌は額から背がオリーブ緑色で、体下面は黄色がかった白色、羽は黒灰色である。嘴が上下で交差しており、これが英名の由来となっている。
舌はらせん状になっており、先端にハート型の突起がある。

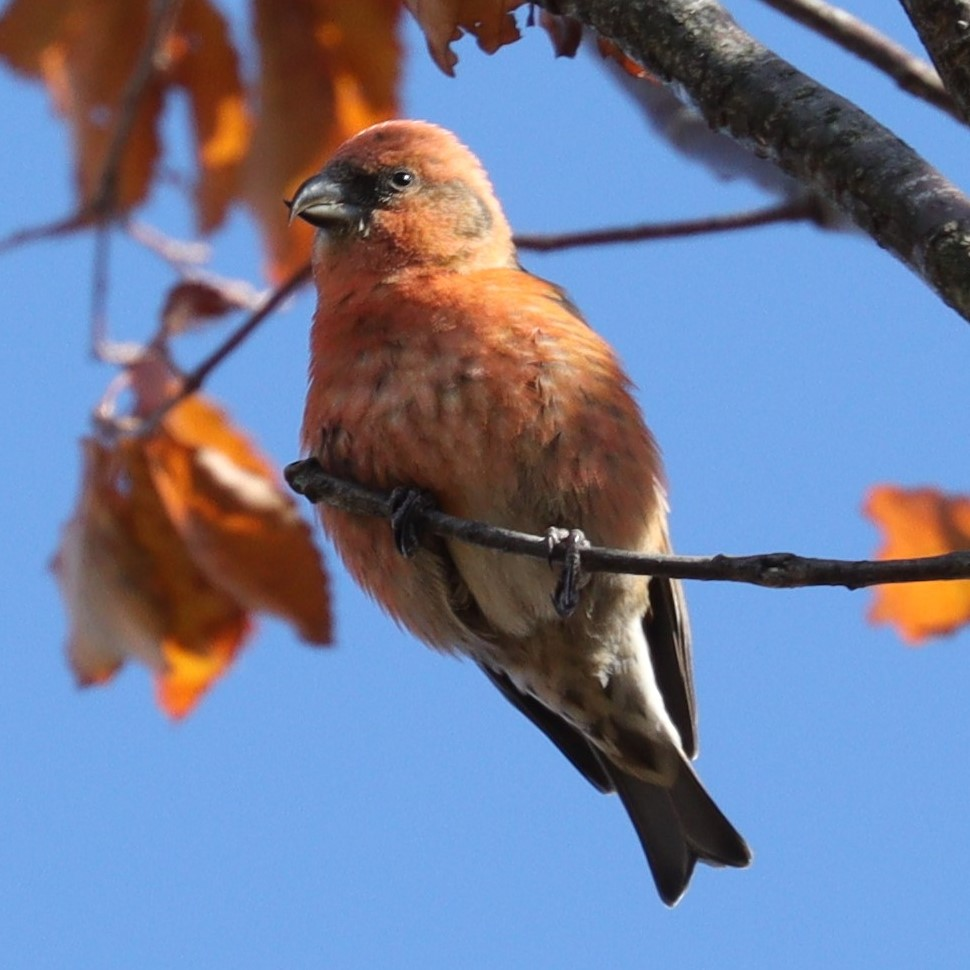
オス
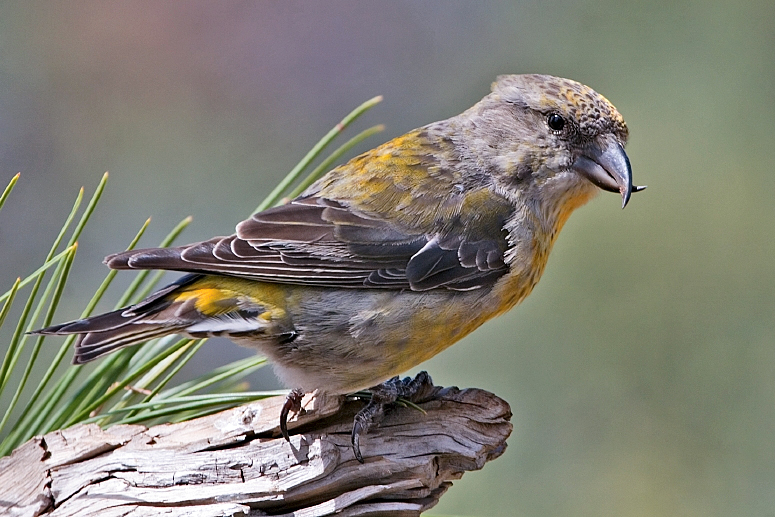
メス

## 生態
主に針葉樹林内で生活する。非繁殖期は、数羽から10数羽の群れで行動する。群れの中には、まれにナキイスカが混じっていることがある。
樹木の種子や小さな昆虫をえさとする。特にマツの種子を好む。嘴を用いてマツの実を開け、そこから舌を伸ばしてハート型の突起にマツの実を引っかけて食べる。主に樹上で採餌するが、地上に降りて水を飲む姿がよく観察される。

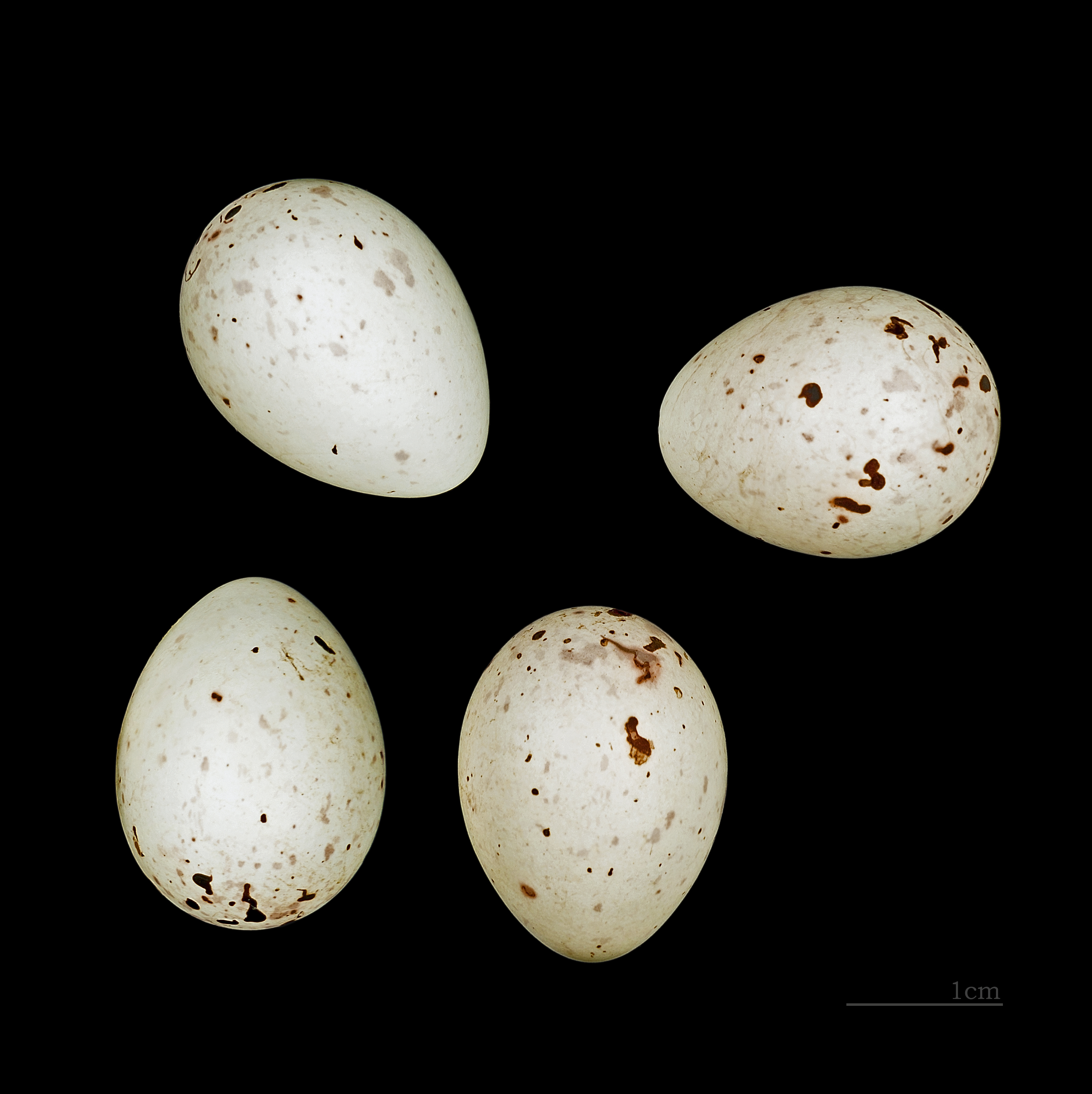
Loxia curvirostra

繁殖形態は卵生。毬果の実りと連動するように繁殖期に入るため鳴禽類の中では最も早く、2月頃に繁殖する。マツ等の針葉樹の樹上に枯れ枝を材料とした椀状の巣を作り、2 - 4個の卵を産む。抱卵期間は約13-16日。雛は孵化してから14日ほどで巣立つ。
イスカのくちばしは左右互い違いになっており、このくちばしを使ってマツやモミなどの針葉樹の種子をついばんで食べるほか、移動の際にも嘴を使うことが確認されている。たまごからかえって間もないひなは普通のくちばしをしているが、1 - 2週間経つと先が交差してくる。下のくちばしが右に出るか左に出るかは採取する球果の鱗被が右回りか左回りかの違いに関連していると思われる。

## 文化
西洋では、イエス・キリストが十字架に貼り付けになったときに、その釘を引き抜こうとしたため、このような嘴になったという伝承がある。そのため、キリスト教文化圏ではイスカは義人のイメージを付与される。
｢鶍の嘴(はし)｣という慣用句があり、物事が食い違って、齟齬が起きていることを意味する。